# Parahyponomeuta
Parahyponomeuta is een geslacht van vlinders van de familie stippelmotten (Yponomeutidae).

## Soorten
- P. bakeri (Walsingham, 1894)
- P. egregiella Duponchel, 1838
- P. malgassaella Viette, 1955